# Liste der Könige von Ruanda
Diese Liste führt die Könige (Mwami, Mehrzahl Abami) des Königreichs Ruanda auf, dessen letzter 1961 abgesetzt wurde.

## Dynastien und Könige
1. Dynastie
- Yuhi I.
- Ndahiro I.
- Nsoro
- Ruganzu I.: 1438–1482
- Cyirima I.: 1482–1506

2. Dynastie
- Kigeri I.: 1506–1528
- Mibabwe I.: 1528–1552
- Yuhi II.: 1552–1576
- Ndahiro II.: 1576–1600

3. Dynastie
- Ruganzu II.: 1600–1624
- Mutara I.: 1624–1648
- Kigeri II.: 1648–1672
- Mibambwe II.: 1672–1696
- Yuhi III.: 1696–1720
- Karemeera: 1720–1744
- Cyirima II.: 1744–1768
- Kigeri III.: 1768–1792
- Mibabwe III.: 1792–1797
- Yuhi IV.: 1797–1830
- Mutara II.: 1830–1853
- Kigeri IV.: 1853–1895
- Mibambwe IV.: 1895 – November 1896
- Yuhi V.: November 1896–12. November 1931
- Mutara III.: 12. November 1931–25. Juli 1959
- Kigeri V.: 25. Juli 1959–28. Januar 1961

## Thronprätendenten
- Kigeri V. (28. Januar 1961–16. Oktober 2016)
- Yuhi VI. (seit dem 9. Januar 2017)